# Lydia Longacre
Pour les articles homonymes, voir Longacre.
Lydia Longacre, née le 1er septembre 1870 à New York dans l'état de New York et décédée le 19 juin 1951 à Old Lyme dans l'état du Connecticut aux États-Unis, est une peintre américaine, célèbre pour ces portraits en miniature.

## Biographie
Lydia Longacre naît à New York en 1870. Elle est la petite-fille de James Barton Longacre, un célèbre peintre, graveur et médailleur américain, directeur de l'United States Mint, et la fille du révérend Andrew Longacre. Elle étudie à l'Art Students League of New York auprès des peintres William Merritt Chase et Henry Siddons Mowbray. Elle séjourne ensuite à Paris ou elle étudie avec James Abbott McNeill Whistler à l'académie Carmen (en).
De retour aux États-Unis, elle s'installe à New York et se spécialise dans la réalisation de portraits en miniature. Elle expose à l'American Society of Miniature Painters, est membre de la National Association of Women Artists et de la Pennsylvania Society of Miniature Painters (en) et séjourne dans les années 1910 en compagnie de sa jeune sœur Breta Longacre au sein de la colonie artistique d'Old Lyme dans le Connecticut, lieu qu'elle avait découvert en 1906 lors d'un précédent voyage.
Elle réside alors entre New York et Old Lyme. En 1921, la peintre de miniature Rosina Cox Boardman (en) réalise son portrait. En 1937, c'est au tour de Longacre de réaliser celui de Boardman. En 1939, elle reçoit une médaille d'honneur de la part de la Pennsylvania Society of Miniature Painters. En 1949, elle obtient la Levantia White Boardman Memorial Medal de la part de l'American Society of Miniature Painters. Elle décède en 1951 à Old Lyme et est enterrée au cimetière de Woodlands à Philadelphie.
Ces œuvres sont notamment visibles ou conservées au Florence Griswold Museum d'Old Lyme, au Smithsonian American Art Museum de Washington et au Metropolitan Museum of Art de New York.